# Трактат о реинтеграции
Трактат о реинтеграции существ в их первоначальных качествах и силах, духовных и божественных (сокр. Трактат о реинтеграции; фр. Traité de la Réintégration des êtres dans leurs premières propriétés, vertus et puissance spirituelles et divines) — книга, написанная известным масоном, теургом и мистиком, основоположником учения мартинизм, Мартинесом де Паскуалли приблизительно к 1771 году.
Изначально книга предназначалась как внутренний документ Ордена «Рыцарей Масонов, Избранных Коэнов Вселенной», который был основан Домом Мартинесом де Паскуалли на основе полученной по наследству Хартии, дарованной Чарльзом Стюартом, «Королём Шотландии, Ирландии и Англии, 20 мая 1738 года и предоставлявшим обладателю как исполняющему обязанности Великого Мастера власть возводить Храмы во славу Великого Архитектора». Однако, с течением времени, после смерти Дома Мартинеса, книга переросла узкие рамки Ордена, оказав огромное влияние на духовную и философскую жизнь своего времени. Книга продолжает оказывать влияние на оккультизм, мистицизм, и духовную философию и сейчас, так как несколько десятков мартинистских организаций и Орденов по всему миру — чаще всего следствие прочтения именно этой книги.

## Характеристика трактата
Трактат о реинтеграции является комментариями Дома Мартинеса де Паскуалли к Пятикнижию Моисея. Особыми они являются по двум причинам:
- трактат являлся суммой наставлений для посвящаемых в Орден «Рыцарей Масонов, Избранных Коэнов Вселенной», и долгое время, до его написания, большая часть этих наставлений передавалась устным путём;
- трактат являет собой комментарии к Пятикнижию Моисея, выполненные именно с позиции мистицизма и теургии, в том числе и оперативной. Дом Мартинес для написания комментариев прибегает к розенкрейцерскому символизму, использует гематрию и другие каббалистические методы, прибегает к пифагорейскому числовому мистицизму, и к элементам неоплатонической философии.

Однако, сам трактат нельзя назвать каббалистическим, в русле строго иудейского учения, и иудейской каббалы. Доктрина «Избранных Коэнов» выдержана в стиле именно Христианской каббалы, и впитав в себя многие идеи предшествовавших Дому Мартинесу последователей этого движения эпохи Ренессанса, является окончательным синтезом этих идей, приводящим их в последовательной и упорядоченной философской и мировоззренческой схеме.
Сами последователи Дома Мартинеса, такие, как например, один из видных деятелей Ордена Мартинистов (реорганизованного Папюсом) Констан Шевийон, характеризуют «Трактат о реинтеграции» как «произведение, написанное в апокалиптическом стиле, без построения и синтаксиса». Действительно, Дому Мартинесу, судя по стилистике изложения, главное описать духоведческую иерархию мироздания, невзирая на стиль и на форму, и затем дать ключ к пониманию продолжающегося и поныне бедственного положения человека, указав путь к выходу из него.

### Христологический аспект учения
Доминик Клерамбо считал, что взгляды Мартинеса де Паскуалли, изложенные им в трактате — «тождественны взглядам христианина до Первого Вселенского Собора». Однако, следует отметить, что нельзя отождествлять взгляды Дома Мартинеса и содержание его учения, с ныне распространенным в неорозенкрейцерских кругах учении об «аватарах», постулирующих как догму, утверждения о том, что Иисус Христос — пророк, воплощавшийся под разными именами в течение столетий.
Для Дома Мартинеса, согласно его учению, преподававшемуся в Ордене «Избранных Коэнов», — Иисус Христос — нетварное Слово Божие, создавшее мир. Он же — Царь славы, и Великий Архитектор Вселенной, которому поклоняются масоны в своих ложах. Но, однако, нет никаких указаний в «Трактате о реинтеграции» на то, что Дом Мартинес принимал ортодоксальную тритеистическую доктрину, гласящую, что Иисус Христос — одно из лиц Святой Троицы. Более того, судя по тому, что Дом Мартинес был убежденным монотеистом, вполне вероятно, что Святая Троица, именно в аспекте тритеизма им отвергалась. Исходя из того, что изложено в трактате, Дом Мартинес учил, что бог един, но обнаруживает себя последовательно в трех различных образах, подобно тому, как и человеческая природа трехчастна: состоит из души, духа и тела, объединённых в одной человеческой личности. Потому Христос — это «способ», «модус» проявления единого бога.
Согласно учению, которое излагается в Трактате о реинтеграции, имя Иисус является истинным словом, которое утратили франкмасоны. Также оно является Пентаграмматоном — святым именем или формулой, которая используется розенкрейцерами. Если записать имя «Иисус» согласно каббалистическим методам, распространенным в мистических кругах Эпохи Возрождения, то получится пять букв «יהשוה». Идея заключается в том, чтобы получить имя Иисуса путём добавления еврейской буквы shin ש в середину Тетраграмматона, божественного имени yod-he-waw-he (יהוה), получая таким образом yod-he-shin-waw-he (יהשוה). Дом Мартинес учил, что «во времени» имя Иешуа (Иисус) соответствует вневременному непроизносимому имени Яхве (יהוה). Во многом идеи Дома Мартинеса повторяют учение «ересиарха» III века Савелия, получившее название «модалистического монархианства» и осужденное на Втором Константинопольском Вселенском Соборе, когда возобладало учение о Троице святого Афанасия. Идеи Дома Мартинеса также близки к идеям Исаака Ньютона, чьи богословские и метафизические сочинения написаны именно с позиций «модалистического монархианства», и критикуют тритеизм официальной теологии.

## Учение, изложенное в трактате
Согласно «Трактату о реинтеграции», доктрина Мартинеса де Паскуалли является эсхатологической космологией, приближенной к иудео-христианской: бог как изначальное единство пожелал «эманировать» существ из своей собственной сущности, но Люцифер, стремившийся осуществить свою творящую силу, пал жертвой собственного проступка, будучи плененным вместе с другими главными падшими духами в месте, которое бог уготовил для них в качестве тюрьмы.
Затем, согласно «Трактату о реинтеграции» бог послал человека в его андрогинном теле, наделив его великими силами. Следуя хронологии событий, описанных в Библии, в книге Бытия, Дом Мартинес делает выводы, что человек является «младшим тварным существом», поскольку появился в завершении Божественного акта творения. Изначально, человек был создан Господом как андрогин, в сияющем славном теле, не подверженном тлению и смерти. Господь создал человека для исполнения двух важных в космическом масштабе вещей:
- для того, чтобы человек мог заменить собой иерархию падших духов, восставших против Господа, и низвергнутых с небес, и, соответственно, более не исполняющих своё предназначение в Божественном Замысле, место в коем им было отведено;
- для того, чтобы сдерживать проявления этих падших духов, или, как их называет Дом Мартинес — «испорченных существ», и удерживать мятежников под постоянным контролем способствуя их примирению с Богом и скорейшему исправлению их природы, которая испортилась в результате их падения.

Однако Адам отступил от своих обязанностей, и сам пал в тюрьму, которую ему было поручено содержать. Он стал материальным и смертным существом, и теперь должен приложить старания к тому, чтобы спасти как себя, так и все изначальное творение.
Горный инженер Франц фон Баадер, впервые открывший в 1792 году кумулятивный эффект, пишет, что по его мнению, главное в учении Мартинеса де Паскуалли содержится в следующих словах:

Человек должен исполнить в духовном мире своё телесное предназначение, произведя третье пространство, подобно тому, какое значение определено земле в материальном мире. Именно в этом можно найти ключ к разгадке смешения, общности, и нерушимости единства, которое человек составляет с принципом земли.

Грехопадение праотца Адама привело человека к утрате первоначального сияющего славного тела, и к превращению его в нынешнее материальное тело. В связи с этим, человек утратил способность мыслить самостоятельно, и все мысли которые теперь человек думает, являются следствием внушения их человеку благими или падшими духами, в зависимости от того, добрые это мысли, или злые. За человеком осталось право выбора — свобода воли, благодаря которой он может отвергать дурные внушения и выбирать благие; или, может действовать наоборот, тем самым приводя себя в состояние ещё большего порабощения и зависимости от «испорченных существ». Самое же главное, чего лишился человек, согласно мнению Дома Мартинеса, — это прямое и непосредственное общение с богом.
Чтобы достигнуть примирения с богом, необходимо было воплощение Иисуса Христа, который своей проповедью, страданиями, смертью, и воскресением положил начало для примирения, и реинтеграции нынешнего поколения человечества. Предыдущие поколения, согласно «Трактату о реинтеграции» были примирены наиболее яркими ветхозаветными праведниками и пророками: Сифом, Енохом, Ноем, Авраамом, Моисеем, и Илией. Для окончательного этапа примирения же потребовалось Божественное снисхождение, то есть воплощение Иисуса Христа. Однако для того, чтобы идти по пути примирения и реинтеграции, согласно учению Дома Мартинеса, следует пойти путём внутреннего самосовершенствования, а также воспользоваться теургическими операциями, которые Дом Мартинес преподавал «Людям Желания», которых он нашёл достойными инициации. Через эти операции ученик должен вступить в отношения с ангельскими сущностями, которые в теургических операциях представляют собой «проходы». Чаще всего, они являются в характерных для них обликах или иероглифических символах духов, которых призывал оператор, в доказательство того, что он стоит на верном пути реинтеграции. Привлекать верных господу благих ангелов следует исполнением внешнего культа, который и является теургией, передававшейся по инициатической цепи от Ноя до Ордена Избранных Коэнов. Готовиться к исполнению теургических церемоний следует постом и молитвой.
Следует заметить, что Дом Мартинес нигде не утверждал, что теургические церемонии и ритуалы, которые он преподавал, должны оставаться неизменными, и не могут быть со временем модифицированы или изменены. Напротив, в самом «Трактате о реинтеграции» он пишет о двух культах — «неизменном Небесном Культе», исполнять который призван человек от самого своего сотворения, и «внешний, временный, земной культ», который необходим только лишь для того, чтобы перейти к Небесному. Когда один из наиболее известных последователей Дома Мартинеса, его ученик, французский философ Луи Клод де Сен-Мартен, спрашивал его, с удивлением: «Неужели все эти церемонии необходимы?», Дом Мартинес отвечал, что «нужно довольствоваться тем, что мы имеем», тем самым подчеркивая временность любых форм ритуала или церемонии, которые исполняются на земле.

## История изданий
Впервые отрывок из «Трактата о реинтеграции существ» был издан в 1866 году в приложении к книге Адольфа Франка «Мистическая философия во Франции в конце XVIII столетия. Сен-Мартен и его учитель Мартинес де Паскуалли».
В 1899 году французский мартинист Рене Филипон («Рыцарь Креста и Розы»), издал полностью «Трактат о реинтеграции существ» Дома Мартинеса в издательстве «Шакорнак» в коллекции «Розенкрейцерская библиотека». Произведение увидело свет ограниченным тиражом, и практически сразу стало библиографической редкостью. Сегодня этот вариант трактата известен под названием «текст Маттера». Сын знаменитого историка, Жак Маттер был внуком Рудольфа фон Зальцмана, страссбургского аристократа, друга немецкого мистика Юнг-Штиллинга. Зальцман собирал документы по истории мистических сообществ, ведя активную переписку со многими выдающимися европейскими мистиками второй половины XVIII века, среди них Карл фон Эккартсхаузен, Лафатер и многие другие. По словам Рене Филипона, именно он оказал большое влияние на Сен-Мартена, передав ему «ключ к писаниям Якоба Беме». После смерти Рудольфа фон Зальцмана коллекция документов по истории мартинизма досталась его внуку Жаку Маттеру. Именно в этой коллекции и был обнаружен «Трактат о реинтеграции» Мартинеса де Паскуалли, который Маттер предоставил для публикации Рене Филипону.
Существует ещё две версии текста произведения Дома Мартинеса. Первая, так называемая «оригинальная версия», известная под заголовком «Трактат о реинтеграции сотворенных существ». Она была опубликована мартинистом Робером Амаду (сподвижником и близким другом Робера Амбелена) в 1974 году, в Париже, в издательстве «Робер Дюма», параллельно с переизданием «текста Маттера». Вторую версию текста также обнаружил Робер Амаду, но уже в 1978 году, исследуя сохранившиеся и неизданные бумаги Сен-Мартена (в фонде «Z»), где находился и ряд документов, относящихся к Ордену Коэнов. Факсимиле данной версии, именуемой «Трактат про реинтеграцию», в научных исследовательских кругах известной ещё как «рукопись Сен-Мартена», опубликовал один из розенкрейцерских альманахов Франции в 1993 году. В 1994 году этот же альманах разместил на своих страницах адаптированный Робером Амаду текст «Трактата про реинтеграцию».
На русский язык в 2008 году переводился «Трактат о реинтеграции» по версии, известной как «текст Маттера». Перевод осуществило московское издательство «Энигма».

### Происхождение версий трактата
Происхождение трех вариантов трактата обусловлено тем, что прежде чем быть изданным, произведение много раз переписывалось, и каждый переписчик вносил в него некоторые изменения. Отличаются даже названия трактата, они представлены в трех различных вариантах. Очевидно, что одним из переписчиков версии, известной как «Трактат про реинтеграцию» был Луи Клод де Сен-Мартен. Кто был автором так называемой «оригинальной версии», известной под заголовком «Трактат о реинтеграции сотворенных существ» неизвестно, но можно предположить, что это был Жан-Батист Виллермоз, один из членов Ордена Избранных Коэнов, и учеников Мартинеса де Паскуалли. Относительно же версии, именуемой «текст Маттера», есть основания предполагать, что «соавтором» мог являться один из лучших секретарей Дома Мартинеса — аббат Фурнье, которого в 1771 году сменил на этой должности Луи Клод де Сен-Мартен.
Несмотря на многие недостатки, именно «текст Маттера», или «Трактат о реинтеграции существ», до сих пор является наиболее полной версией сочинения Дома Мартинеса, что признается и современными исследователями. «Текст Маттера», хоть и не имеет никакого оглавления, поражает своим логическим композиционным единством, в отличие от «Трактата о реинтеграции сотворенных существ», или так называемой «оригинальной версии», страдающей обрывочностью и фрагментарностью. Кроме того, именно «текстом Маттера» пользовались в своей практике франкмасоны, мартинисты, розенкрейцеры и мистики XX века, все без исключения прекрасно владеющие французским языком.

## Влияние трактата на эзотерическую и философскую мысль
Как и сами непосредственные ученики Дома Мартинеса де Паскуалли, «Трактат о реинтеграции» оказал влияние на развитие и мистического, и спиритуального движений во франкмасонстве, и на все течения европейской мистики XIX и XX веков. «Трактат о реинтеграции» был известен даже в Российской Империи XVIII века, в не сохранившихся до наших дней версиях, однако известно, что такие выдающиеся деятели российского просвещения, как Н. И. Новиков, М. М. Херасков, И. В. Лопухин, И. П. Елагин и другие стали мартинистами после ознакомления с учением Дома Мартинеса, которое и излагается в «Трактате о реинтеграции».
Среди французских известных деятелей следует отметить Жака Казота, французского писателя, автора романса «Olivier», пародия на Ариосто, сказки «Влюбленный дьявол» («Le diable amoureux») и др., которого лично Мартинес де Паскуалли посвятил в Орден Избранных Коэнов. Сам Жак Казот утверждал, что именно благодаря Мартинесу де Паскуалли он обратился от атеизма к христианству.
Несомненно влияние Дома Мартинеса и учения, содержащегося в «Трактате о реинтеграции» и на других своих современников. Так, одним из его учеников был Жан-Батист Виллермоз, который был братом Пьера-Жака Виллермоза, физика и химика, одного из авторов Энциклопедии Дидро и Д’Аламбера, лично знакомого с Этьеном Бонно де Кондильяком и Дени Дидро. Многие из авторов энциклопедии были членами Ордена Избранных Коэнов и были знакомы либо с ранними версиями трактата, либо с устным изложением учения. Членами Ордена Избранных Коэнов были также Мэйиаль Д’Альзак, маркиз де Лескур, братья Д’Обертон, шевалье Жюль Тафар, Бакон де ла Шевалери, граф де Лузиньян, дю Гер, Анри де Лоос, Фоже Д’Иньеакур, госпожа Провансаль (сестра Жана-Батиста Виллермоза), Дюруа Д’Отерив, Арман Робер Кэнье де Лестер (генеральный секретарь мореходного ведомства на Гаити), Себастьян де лас Казас, маркиз Савалетт и др..
Идеологи Третьего Рейха, такие как Альфред Розенберг и Бернард Крик считали Мартинеса де Паскуалли одним из столпов французского «неокатолического возрождения», а «Трактат о реинтеграции» — «библией мистического франкмасонства».
Учение Мартинеса де Паскуалли инспирировало «оккультное возрождение» во Франции конца XIX — начала XX столетий. Деятелями Мартинистсткого Ордена являлись такие известные оккультные деятели как маг Элифас Леви, маг Папюс, Жозеф Пеладан, Морис Баррес, Жорис-Карль Гюиссманс, Станислас де Гуайта, Тедер, Констан Шевийон, Жан Брико, и другие. Их деятельность и их книги и произведения несут на себе отпечаток учения Дома Мартинеса, как и в самом ключевом посыле идей, коими пропитаны их труды, так и во многих деталях. В начале XX века учение Мартиниса де Паскуалли благодаря Папюсу снова проникло в Россию, и завоевало сердца и умы многих членов царской семьи дома Романовых. Папюс посвящает в Орден Мартинистов императора Николая II и императрицу Александру Фёдоровну, великого князя Николая Николаевича с супругой и других члены императорской фамилии. Членом Ордена Мартинистов была также известная в начале XX века писательница, актриса театра и кино Лидия Дмитриевна Рындина
В XX веке также следует отметить таких видных деятелей, как Робера Амбелена, Филиппа Анкосса (сына Папюса), Робера Амаду, и их сподвижников в деле продолжения традиции мартинизма, в духе учения Мартинеса де Паскуалли. Поскольку вышеперечисленные мартинисты XX века имели непосредственное отношение к руководству эзотерическим египетским Уставом Мемфис-Мицраим, он также не избежал влияния идей Дома Мартинеса.